# Mother Hutton

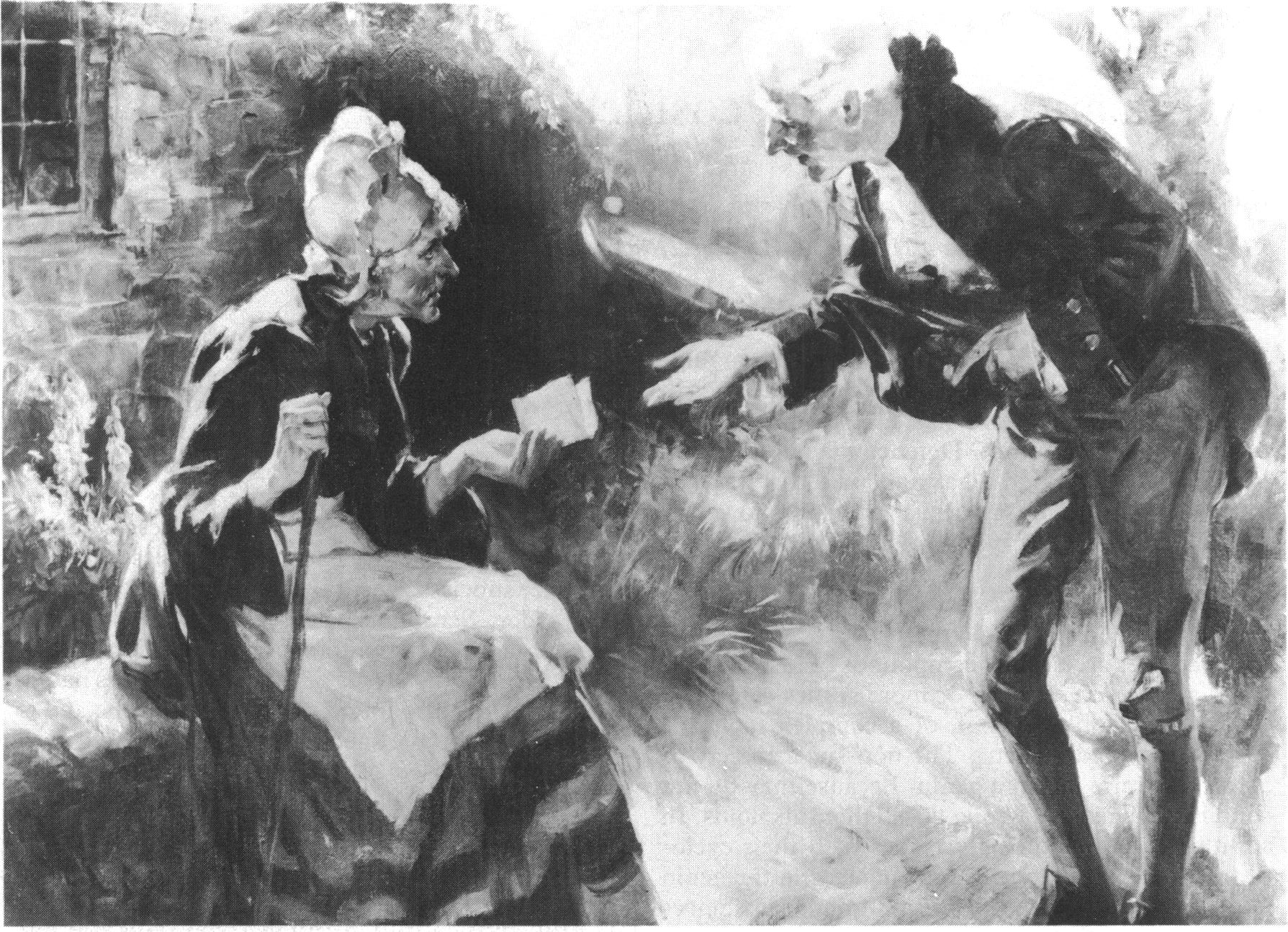
William Withering und Mother Hutton gezeichnet von William Meade Prince

Mother Hutton, auch bekannt als Mrs. Hutton, old mother Hutton und the old woman from Shropshire, war ein mythischer Charakter, der im Jahr 1928 erfunden wurde, um die Produkte des Pharmaherstellers Parke-Davis besser zu vermarkten. Zu den Produkten gehörte das aus Digitalis gewonnene Mittel zur Behandlung von Ödemen.

## Die Geschichte

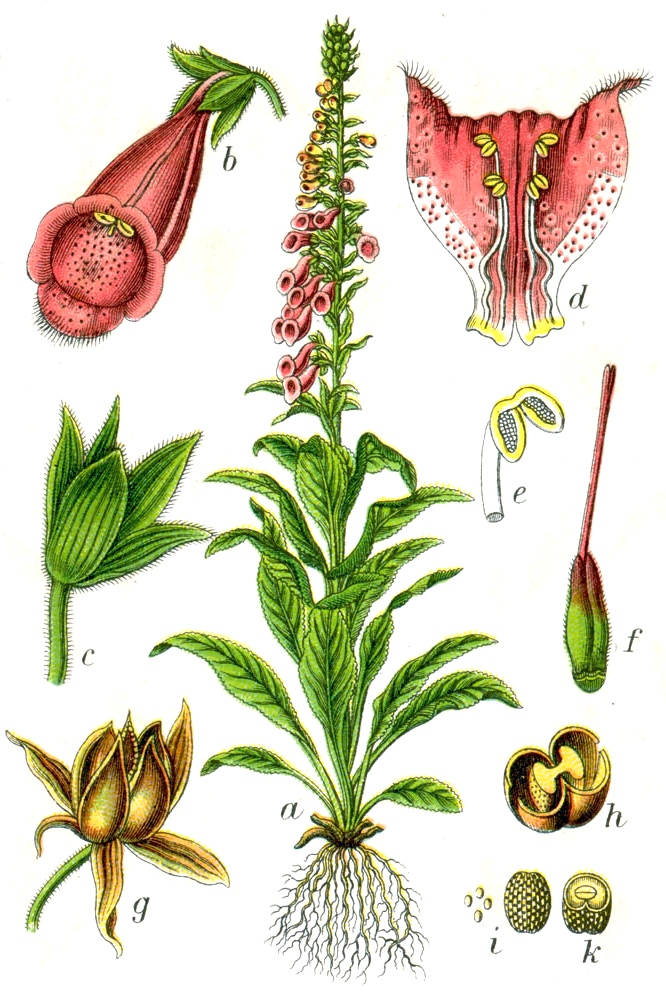
Digitalis purpurea (Fingerhut)

In der Erzählung wird dem Botaniker und Arzt William Withering von der Old Mother Hutton, der Shropshire-Kräuterfrau, die er in Stafford oder Birmingham kennengelernt hatte und der er Sovereigns schenkte, vom Wert des Lila Fingerhuts bei der Behandlung von Wassersucht berichtet. Diese Szene hielt William Meade Prince (1893–1951) in einem Gemälde fest. Withering hingegen erwähnte nie eine Mother Hutton in seinen Werken.

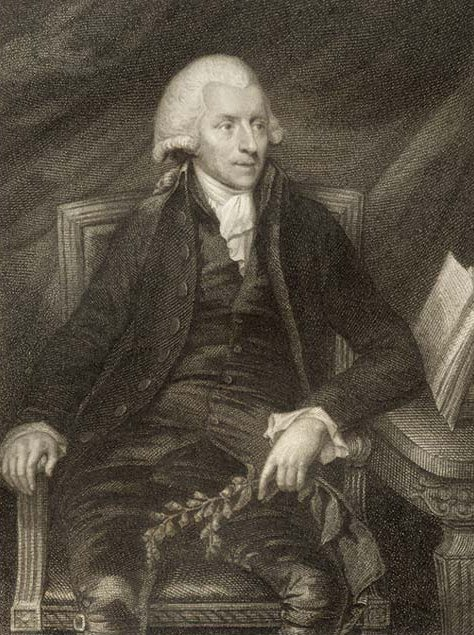
William Withering

Mother Hutton, manchmal auch als Mrs. Hutton, old mother Hutton oder the old woman from Shropshire bezeichnet, war im 18. Jahrhundert in Shropshire im Volksmund als Kräuterfrau, Ärztin und Apothekerin bekannt. Durch Experimente habe sie entdeckt, dass Fingerhut zur Behandlung der Wassersucht verwendet werden kann. Sie fügte weitere Kräuter zu einem speziell gebrühten Tee hinzu, den sie als Heilmittel für diejenigen ausgab, die es brauchten.
Eine bekannte Geschichte beschreibt, wie Mother Hutton den Dekan des Brasenose College in Oxford, Dr. Cauley, behandelte. Er kam mit einem schweren Fall von Wassersucht zu ihr, die sie heilte.
Es wurden verschiedene Daten angegeben, darunter 1765, 1766 und 1776, als sie vom Arzt William Withering angesprochen wurde, der sie um ihr Rezept bat und aus diesem schloss, dass es der Fingerhut wäre, der für den Erfolg ihrer Behandlungen verantwortlich sei. Seine Experimente bestätigten diese Hypothese und ihm wurde die Standardisierung der Präparate und Dosen von Digitalis zugeschrieben.

## Spätere Entwicklung
Spätere Quellen weisen darauf hin, dass Mutter Hutton ein mythischer Charakter war, den in den 1920er Jahren ein Pharmaunternehmen, das Digitalis, ein Medikament zur Behandlung von Wassersucht, herstellte, zu Marketingzwecken erfunden hatte.
Sie wurde 1928 in einer Illustration von William Meade Prince als Teil einer Werbekampagne von Parke-Davis (später Teil von Pfizer) gezeichnet. Parke-Davis vermarktete Digitalis-Präparate zur Behandlung von Ödemen. In der Zeichnung stellte Prince Withering altersmäßig so dar, dass sein Alter zu einer Entdeckung im Jahr 1785 passen sollte.
Es gibt keine Erwähnung einer Mother Hutton in den Aufzeichnungen von Withering und keine Erwähnung, dass er eine alte Frau direkt getroffen hätte, lediglich die Erwähnung, dass er gebeten worden war, ein Familienrezept zu kommentieren, welches von einer alten Frau aus Shropshire lange geheim gehalten worden war. Mehr ist über die alte Frau nicht bekannt. Seit 1928 hat sich Mother Huttons Status von einem Bild in einem Werbeplakat zu einer anerkannten Weisen, Kräuterkundlerin, Apothekerin und Ärztin in Shropshire entwickelt, die durch Witherings skrupellose Methoden um ihre wahre Anerkennung betrogen wurde.
Withering wurde tatsächlich von Dr. John Ash, einem seiner medizinischen Kollegen, über den Fall im Brasenose College informiert. Der Dekan wurde mit Digitalis-Wurzel behandelt und nicht mit den Blättern, die Withering empfohlen hatte.
Judy Chicago widmete Mother Hutton eine Inschrift auf den dreieckigen Bodenfliesen des Heritage Floor ihrer 1974 bis 1979 entstandenen Installation The Dinner Party. Die mit dem Namen Mother Hutton beschrifteten Porzellanfliesen sind dem Platz mit dem Gedeck für Caroline Herschel zugeordnet.